# Markus Braun (Unternehmer)

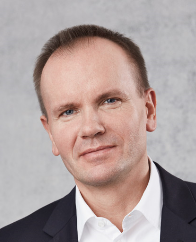
Markus Braun (2018)

Markus Braun (* 5. November 1969 in Wien) ist ein österreichischer Tech-Investor und Unternehmer. Er war von Januar 2002 bis Juni 2020 Vorstandsvorsitzender des Finanzdienstleisters Wirecard, an dem er auch Anteile besaß. Am 22. Juli 2020 wurde Braun wegen des Verdachts auf bandenmäßigen Betrug und Fälschung der Geschäftsbilanzen seit mindestens 2015 zusammen mit zwei ehemaligen Wirecard-Managern festgenommen. Gegen sie wurde Haftbefehl erlassen. Braun saß in der JVA Augsburg-Gablingen in Untersuchungshaft und wurde am 10. November 2022 nach München in die JVA Stadelheim verlegt. Am 8. Dezember 2022 begann der Strafprozess gegen ihn und zwei weitere frühere Wirecard-Manager vor dem Landgericht München I.

## Herkunft und Ausbildung
Markus Braun ist Sohn eines Volkshochschuldirektors und einer Schullehrerin. Er schloss 1995 sein Studium der Wirtschaftsinformatik an der TU Wien mit dem Magister ab und wurde 2000 an der Universität Wien in Sozial- und Wirtschaftswissenschaften promoviert. Er besitzt die österreichische Staatsbürgerschaft.

## Beruflicher Werdegang
Braun begann seine Karriere als Consultant bei der Contrast Management Consulting GmbH und blieb bis November 1998 in dieser Position. Von 1998 bis 2001 arbeitete er für KPMG Deutschland in München.
Braun verfügt über mehr als 15 Jahre Erfahrung im Bereich digitales Bezahlen und war regelmäßig Redner auf branchenbezogenen Veranstaltungen sowie in verschiedenen nationalen und internationalen Medien.

### Wirecard
2002 trat Braun in den Vorstand der Wirecard AG als CEO und CTO ein und wurde 2017 bis zum 31. Dezember 2020 als CEO wiederbestellt. Ihm gehörten bis zum 24. Juni 2020 mehr als acht Prozent der Wirecard-Aktien, womit er der größte Einzelaktionär von Wirecard war. Seine Aktien waren im September 2018 über 1,6 Milliarden Euro wert. Durch Verkäufe am 24. Juni 2020 reduzierte er seinen Anteil auf circa 2,5 Prozent und erlöste somit einen Verkaufswert von 155 Millionen Euro. Die restlichen Aktien in seinem Besitz hatten am 24. Juni 2020 noch einen Marktwert von ca. 50 Millionen Euro.

#### Verdacht der Marktmanipulation bei Wirecard
Anfang Juni 2020 erstattete die Bundesanstalt für Finanzdienstleistungsaufsicht (BaFin) Anzeige gegen Braun und seine Vorstandskollegen wegen irreführender Aussagen in zwei Pflichtmitteilungen von Wirecard.
Am 18. Juni 2020 fiel die Aktie von Wirecard wegen Betrugsverdachts, Intransparenz und anderer Unsicherheiten teilweise über 70 %, nachdem Wirtschaftsprüfer das Testat für den Geschäftsbericht aufgrund fehlender Nachweise verweigert hatten. Am 19. Juni 2020 trat Braun als CEO von Wirecard zurück.
Nachdem Wirecard am 22. Juni 2020 mitgeteilt hatte, dass das in der Bilanz ausgewiesene Guthaben von 1,9 Milliarden € mit „überwiegender Wahrscheinlichkeit“ nicht existiere, erstattete die Bundesanstalt für Finanzdienstleistungsaufsicht (BaFin) aufgrund des Verdachts der Marktmanipulation mehrere Anzeigen gegen Markus Braun und drei weitere Vorstandsmitglieder von Wirecard und ließ Geschäftsräume des Unternehmens durchsuchen. Am selben Tag wurde ein Haftbefehl gegen Braun wegen des Verdachts auf Marktmanipulation und Bilanzfälschung beantragt und erlassen.
Braun stellte sich am Abend des 22. Juni 2020 der Staatsanwaltschaft München und wurde festgenommen. Am Folgetag, dem 23. Juni 2020, wurde er gegen eine Kaution von fünf Millionen Euro wieder freigelassen. Am Abend des 30. Juni 2020 wurde Braun vom Aufsichtsrat der Wirecard AG entlassen. Am 22. Juli 2020 wurde er wegen eines erweiterten Haftbefehls erneut festgenommen. Braun gab per eidesstattlicher Erklärung an, dass sein gesamtes Vermögen gepfändet sei.

#### Anklage durch die Staatsanwaltschaft München I
Am 14. März 2022 teilte die Staatsanwaltschaft München I mit, Anklage gegen Braun und zwei weitere ehemalige Wirecard-Manager erhoben zu haben. Ihnen wird „bandenmäßiges Vorgehen“, die Veruntreuung des Wirecard-Vermögens, Bilanzfälschung und die Manipulation des Aktienkurses des Unternehmens vorgeworfen. Nach dem Stand der Ermittlungen habe Braun spätestens seit 2015 von den Unternehmensverlusten gewusst. Er und seine Mitangeklagten hätten daraufhin mit vorgetäuschten Geschäften vor allem in Asien die Bilanzen des Zahlungsdienstleisters gefälscht. Kreditgebende Banken seien so um insgesamt 3,1 Mrd. Euro geschädigt worden. Braun habe laut Anklage die falschen Bilanzen wissentlich unterschrieben.
Damit Braun nicht zu lange in Untersuchungshaft sitzt, hatte das Oberlandesgericht München Ende 2021 eine baldige Anklage durch die Staatsanwaltschaft angemahnt, welche dann im März 2022 erfolgte. Am 8. Dezember 2022 fand in München-Stadelheim der erste von mehr als 100 geplanten Prozesstagen statt.
Braun selbst sieht sich bis heute nicht als Täter in einem Betrug mit Schäden in Milliardenhöhe, nicht als Verantwortlicher für einen Konzern, wo Tausende ihre Jobs und noch mehr das Vertrauen verloren, sondern als Opfer krimineller Kollegen, unglücklicher Umstände und einer rachsüchtigen Justiz. Er habe geglaubt, alles sei in Ordnung, und damit sei er unschuldig. Dass der Konzern zwar massenhaft Vertriebler hatte, aber kaum Rechtsexperten oder Technik, dass er selbst immer wieder persönlich beteiligt war, wenn interne Untersuchungen abgewürgt wurden oder immense Summen aus dem Konzern abflossen, und dass in diesem riesigen Konzern keine zwei Handvoll Mitarbeiter über das vermeintliche Hauptgeschäft in Asien Bescheid wussten, will Braun nicht wahrhaben. Doch genau darin liegt eine Ursache für den ganzen Skandal: Der Chef ist nicht nur für die Erfolge, sondern auch für die Methoden seiner Firma und im Ernstfall für ihr Scheitern verantwortlich.
Im Prozess zeichneten viele Dutzend Zeugen ein verheerendes Bild über die Zuständigkeit im Innern des vermeintlichen Wunderkonzerns, über das Gebaren seiner Manager und über die Geschäfte, die es gab oder auch nicht gab. Und sie zeichneten das Bild eines Mannes, der dem eigenen Erfolg alles unterordnete, der Menschen schmeichelte und nötigenfalls drohte, und der sie, wenn es nützlich war, gegeneinander ausspielte und, wenn nichts anderes mehr half, die Schuld woanders suchte, bei Spekulanten, Journalisten oder der Öffentlichkeit.

## Beraterfunktionen
Braun beriet als Beirat die Deutsche Bank, insbesondere in Fragen des digitalen Bankgeschäfts. Seit 2017 gehörte er der nach Antritt der Bundesregierung Kurz I im Bundeskanzleramt eingerichteten „Stabstelle für Strategie, Analyse und Planung“ (auch Think Austria genannt) des österreichischen Bundeskanzlers Sebastian Kurz an. Nach der Auflösung dieser Regierung wurde das Gremium von der Bundesregierung Bierlein aufgelöst, aber nach der Nationalratswahl in Österreich 2019 unter der Bundesregierung Kurz II wieder weitergeführt. Während Antonella Mei-Pochtler, die Leiterin der Stabstelle, ihn noch im Januar 2020 als einen der mitwirkenden Experten nannte, erklärte ein Sprecher des Bundeskanzleramts nach Beginn der Ermittlungen wegen Bilanzfälschung, Braun sei seit Antritt der Regierung nicht mehr in der Stabstelle tätig. Auch Kurz distanzierte sich am 23. Juni 2020 öffentlich von Braun.

## Parteispenden
Von 2014 bis 2016 spendete Braun gemäß Rechenschaftsberichten der Partei insgesamt 125.000 Euro an die NEOS. Im Wahlkampf zur Nationalratswahl in Österreich 2017 erhielt die kurz zuvor von Sebastian Kurz übernommene Österreichische Volkspartei in zwei Tranchen insgesamt 70.000 Euro, und Braun trat öffentlich als Unterstützer Kurz’ auf.

## Dokumentarfilme
- Philipp Grüll, Arne Meyer-Fünffinger, Josef Streule, Sabina Wolf: Der Fall Wirecard: Von Sehern, Blendern und Verblendeten in der BR-Mediathek. Video (45 Min.), abrufbar bis 19. Oktober 2026 (DokThema, Politische Doku; Erstausstrahlung am 7. Dezember 2020 (Die Story im Ersten))

## Werke
- Markus Braun. Graph Based Characterization of Parallel Programms. Dissertation. Universität Wien. 2000